# Marmita de bonito
La marmita de bonito (conocido también como marmite o sorropotún en Cantabria y Asturias, marmitako en el País Vasco y marmite en Francia) es un plato basado en Thunnus alalunga (atún blanco o bonito del norte),  cuyo origen se encuentra en el guiso de pescado que en los barcos atuneros del Cantábrico comían los pescadores asturianos, cántabros y vascos (arrantzales en euskera). Se trata de un puchero de bonito con patatas, cebolla, pimiento y tomate, principalmente. En algunos lugares se sirve caliente en una cazuela de barro.

## Nombre
La marmita es una olla de metal con tapa, y se debe a que antiguamente era uno de los pocos enseres de cocina que se llevaban a bordo. Su nombre en castellano (marmita) o en francés (marmite) da nombre al plato en el oriente y el centro de la costa de Cantabria. En la parte occidental de Cantabria, especialmente en el entorno de San Vicente de la Barquera, este plato recibe el nombre de sorropotún. También es conocido de esta forma en el oriente de Asturias. El término marmitako significa literalmente "de la marmita" en vasco.

## Costumbres
En la actualidad es un plato muy apreciado, en parte por la difusión que tiene la cocina en general, en parte porque es una de las formas más conocidas de preparar el bonito, que al ser pescado azul, se valora mucho en las recientes tendencias nutricionales. Suele ser uno de los platos estrella de los concursos gastronómicos de cualquier fiesta cántabra y vasca, en especial de las localidades costeras.
Curiosamente y a pesar de ser un plato de cazuela, su consumo se produce fundamentalmente en verano, debido a que es esta la época en la que se pesca el bonito del norte en el mar Cantábrico. En otras épocas del año puede elaborarse con otras especies de atún.